# Andrea Weibel
Andrea Weibel (geboren am 10. Juli 1966 in Hünenberg) ist eine Schweizer Schriftstellerin.

## Leben
Weibel studierte Geschichte in Zürich und arbeitete anschliessend als Journalistin bei der Schweizerischen Depeschenagentur (sda). Anschliessend war sie Lektorin beim Historischen Lexikon der Schweiz und der Schweizerischen Erziehungsdirektorenkonferenz. Seit 2015 ist sie selbständige Lektorin und freischaffende Schriftstellerin. Weibel lebt in Bern.

## Auszeichnungen
- 2012: Werkbeitrag der Zentralschweizer Literaturförderung[2]
- 2013 Nominierung für den Friedrich-Glauser-Preis[3]

## Werke (Auswahl)
- Heimkehr. In: Roland Schärer (Hrsg.): Wienachtsgschichte. 2. Auflage. Cosmos-Verlag, Muri bei Bern 2014, ISBN 978-3-305-00468-3.
- Helm - in Blau. In: Mitra Devi, Petra Ivanov (Hrsg.): Mord in Switzerland. Band 1. Appenzeller Verlag, Herisau 2013, ISBN 978-3-85882-653-4.
- Steinherz. Cosmos-Verlag, Muri bei Bern 2012, ISBN 978-3-305-00455-3 (224 S.).
- Freya und das Geheimnis der Grossmutter. Verlag Jungbrunnen, Wien 2011, ISBN 978-3-7026-5834-2.